# Rákóczi László (főispán)
Rákóczi és felsővadászi gróf Rákóczi László (Zboró, 1633. április 29. – Várad, 1664. május 27.) Sáros vármegye főispánja, Rákóczi Pál fia, Rákóczi Zsigmond erdélyi fejedelem unokája, a Rákóczi-család katolikus ágának sarja. 1636-ban atyja halálát követően anyjával és testévérével Bécsbe kerültek, ahol később az ifjú gróf taníttatásáért megbízott gyámja, Lippay György veszprémi, majd 1637-től egri püspök felelt. Nagykorúságának elérését követően, zborói uradalmába hazatérvén sikeresen korszerűsítette és vásárlások, öröklések, illetve cserék révén átalakította birtokait. A széles látókörű és határozott politikai elképzelésekkel rendelkező grófot szerteágazó családja, bécsi neveltetése és erdélyi birtokai révén a Habsburg Birodalom és az Erdélyi Fejedelemség közti közvetítő szerepre szánták, melyet bizonyos ideig el is látott. Végül az udvar sikertelen törökellenes politikájából kiábrándulva a magyar és az erdélyi politikai elit összehangolására törekedett, hogy az így kialakuló mozgalom élére álljon. Bár képzett katona és a kortárs hadászati munkák jó ismerője volt, az ország több vezető tisztségviselője igyekezett megakadályozni harci részvételét, mert fontos politikai közvetítőszerepe miatt nem akarták elveszíteni egy ütközetben. Ennek ellenére 1664-ben a váradi csatában esett el. 1653–1658 között írt naplója fontos művelődés- és kultúrtörténeti forrás.

## Életpályája

### Ifjúkora és neveltetése
Rákóczi Pál és Pethe Anna gyermekeként született. Születési dátumát korábban 1635/1636-ra tették, de a zborói anyakönyv és III. Ferdinánd magyar király 1636-os oklevele, amelyben említik, bizonyította László 1633-as születését. 1636-ban, édesapjuk halála után anyjával és nővérével Bécsbe utaztak, ahol néhány hónap múlva Pethe Anna is elhunyt. A szülők ellentétes végrendelete miatt a gyermekek jövőjének kérdése vitás helyzetet teremtett: bár mindketten a magyar király oltalmába ajánlották gyermekeiket, tényleges gyámként testamentumában Rákóczi Pál bátyját, I. Rákóczi György erdélyi fejedelmet, míg Pethe Anna Pázmány Péter esztergomi érseket, László keresztapját kérte fel a feladatra. A gyermekek bécsi lakóhelye kész helyzetet teremtett, Pethe Anna végrendelete teljesült, ugyanakkor Rákóczi György igyekezett egy saját maga és családja számára minél előnyösebb kompromisszumot kötni Ferdinánd királlyal a helyzetbe való belenyugvásért cserébe. Mindez sikerült is, a néhai Rákóczi Pál birtokait László nagykorúvá éréséig megkapta az erdélyi fejedelem, míg a gyermekek neveltetését átengedte a királynak. Emellett László apja halálát követően annak örököseként Sáros vármegye főispánja is lett, de tényleges főispáni teendőit csak nagykorúvá válása és hazatérése után láthatta el.

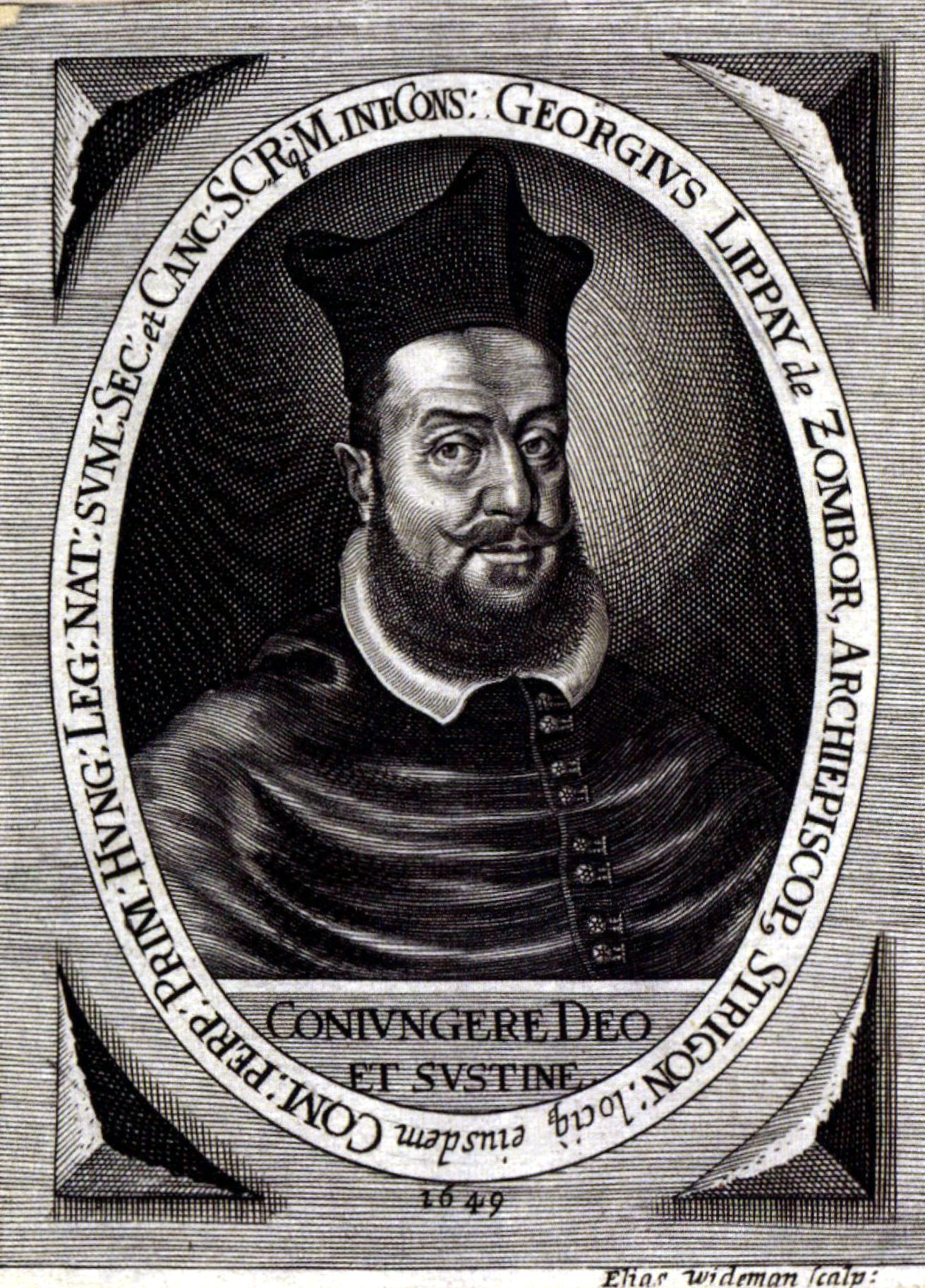
Lippay György püspök, Rákóczi László nevelője és mentora

A kiszemelt gyám, Pázmány Péter 1637-ben elhunyt, így Rákóczi László nevelője Lippay György veszprémi, majd egri püspök, későbbi esztergomi érsek, Pázmány szellemiségének és munkásságának folytatója lett. Lippay érsek megfelelő gyámnak bizonyult, nagykorúságának elérését követően sem lett közömbös Rákóczi sorsa iránt, és a későbbiekben befolyását igyekezett mentoráltja rangemelkedésének előmozdítására felhasználni. Apjához hasonlóan, de a család többi, protestáns ágától eltérően László és nővére katolikus hitben neveltetett. Az ifjú gróf mintegy 15 évet töltött a bécsi udvarban az uralkodó közvetlen környezetében. Bécsben és a nagyszombati jezsuita kollégiumban tanult. A vele egyidős Ferdinánd herceg, később IV. Ferdinánd magyar király, játszó- és tanulótársa volt, a herceggel 1648-ban Spanyolországba készült, később pedig Itáliában is útitársa volt. Neveltetése révén komoly ismeretségi körre tett szert, számos magas rangú személlyel került kapcsolatba és a birodalmi arisztokrácia gyermekeivel együtt töltötte tanulóéveit. Származása, és az ebből adódó távlatok miatt előrehaladását figyelemmel kísérték a bécsi vezető körök, a magyar főurak és az erdélyi politikai elit tagjai is.
A linzi béke megkötését követően a magyar közvélemény a régóta várt törökellenes háború megindítását óhajtotta, nagy hatással volt a Nagyszombatban tanuló magyar nemesi ifjúságra is. 1648-ban Rákóczi László iskolaévei véget értek, ezt követően különféle magyarországi végvárakban, Batthyány Ádám és a Zrínyiek birtokain teljesített szolgálatot. 1651-ben Zrínyi Miklós oldalán részt vett a Kostajnica közelében, a törökök ellen vívott győztes ütközetben. I. Rákóczi György 1648-as halálát követően László unokatestvére, II. Rákóczi György került az Erdélyi Fejedelemség élére, akitől egyes udvari körök és a magyar közvélemény is nagy tetteket várt, felgyorsult a közeledés az erdélyi és a bécsi politikai elit között. A fejedelem és László első találkozójára 1648 decemberében került sor, mikor az ifjú gróf néhány hónapra hazautazott, végleges hazatérését előkészítendő.

### Politikai és katonai pályafutása

#### Hazatérés Zboróra
Rákóczi 1651-ben hagyta el az udvart és tizennyolc évesen hazatért zborói kastélyába. Bár politikai elképzelései még teljes egészében nem forrtak ki, kortársaihoz hasonlóan határozott törökellenes irányvonalat képviselt. Tanulóévei alatt sokoldalú műveltséget, nyelvtudást, külföldi tapasztalatokat szerzett, ezeket pedig a törökellenes harcokban tervezte kamatoztatni. Hazatérését követően egyből felvette a régóta neki szánt közvetítő szerepet a bécsi udvar és az erdélyi politikai elit közt: „Rákóczi László a két állam kapcsolatában nem lehetett ütközőpont, viszont lehetősége nyílt arra, hogy közvetítő szerepet játsszon. A magyar főnemeseket, Pálffyt, Zrínyi Miklóst, Nádasdy Ferencet szintén a törökellenes harc foglalkoztatta, és II. Rákóczi Györgyben potenciális szövetségest véltek felfedezni. A két fél közeledését segíthette Rákóczi László is. Erre különösen alkalmassá tette, hogy vallása, neveltetése, kapcsolatai a császári udvarhoz és a magyar arisztokráciához, származása, birtokai az erdélyi Rákócziakhoz fűzték.”
A hazatért grófra komoly feladatok vártak: alaposan meg kellett ismerkednie vármegyéjével, illetve annak lakosaival és vezető családjaival, emellett birtokügyeit is rendeznie kellett. Megszervezte udvarát és igyekezett elfogadtatni magát a gyermekkora alatt birtokait kezelő Lorántffy Zsuzsannával, I. Rákóczi György fejedelem özvegyével. Lorántffy remek gazdának, szervezőnek és energikus vezetőnek bizonyult, aki tekintélye révén komoly befolyással bírt a családban. Az özvegy fejedelemasszonynak első fiával, II. Rákóczi Györggyel hamar megromlott a kapcsolata, második fia, Zsigmond pedig 1652-ben elhalálozott, ennek okán Lorántffy egyre nagyobb figyelmet fordított Rákóczi Lászlóra. Bár az ifjú gróftól a református özvegy annak katolikus vallása miatt eleinte idegenkedett és később többször kísérletet tett, hogy rábírja az áttérésre, végül viszonyuk főként László diplomáciai érzékének köszönhetően normalizálódott. Komoly nehézséget jelentett az első években Rákóczi Lászlónak, hogy Lorántffy Zsuzsanna visszatartotta apai örökségének folyósítását, csupán kisebb, néhány ezer forintos összegeket juttatott belőle az örökösnek. Az özvegy fejedelemasszony mély vallásosságából adódóan mindent megtett, hogy Rákóczi Lászlót rávegye az áttérésre. Emellett különféle módokon próbálta akaratát érvényesíteni a fiatal gróffal szemben: megtagadta a teljes apai örökség visszaszolgáltatását Rákóczinak, érzelmi zsarolásként állandóan emlékeztette Lászlót arra, hogy hálával tartozik neki birtokai gondviseléséért. Lippay érsek számított Lorántffy térítési törekvéseire, ezért Rákóczi László szerveződő udvarába beajánlotta megbízható embereit, többek között Kuratóczy Mihály ferences szerzetest.
A gróf udvarában Lippay György révén jelen volt Szegedi Ferenc ferences szerzetes is, gyakori látogatóként pedig Millei István jezsuita és Vanoviczy János pálos barát. Rákóczi jószágigazgatója és titkára Luzsénszky Sámuel, lengyel nemes volt. A több nyelven is folyékonyan beszélő Luzsénszky jó választásnak bizonyult az erdélyi és lengyel határhoz közeli országrészben, Rákóczi leghűségesebb emberévé vált. A gróf halálát követően hozzá került Rákóczi naplója, mely a Luzsénszky család osgyáni levéltárában hevert két évszázadon át.

#### Részvétele a politikában
László 1652 végétől négy hónapot Erdélyben tartózkodott, figyelemmel kísérte a gyulafehérvári országgyűlés eseményeit és számos ismeretséget kötött. Az 1655-ös magyarországi diétán Rákóczi már mint Sáros vármegye főispánja vett részt. Szerepet kapott I. Lipót magyar király koronázási szertartásában és országgyűlési követként kapcsolatot tartott az uralkodóval. Az országgyűlés pezsgő időszakában gyakori vendége volt a Lippay György érsek házában összegyűlő aulikus főúri körnek, de az erélyesebb törökellenes politikát támogató Zrínyi Miklós vagy Batthyány Ádám pozsonyi házának is, emellett Rákóczi is gyakran látta vendégül a résztvevőket. Az országgyűlés folyamán Rákóczi hetente küldte tudósításait II. Rákóczi Györgynek. Ezen a diétán került közelebbi kapcsolatba Nádasdy Ferenccel, a frissen megválasztott országbíróval, hasonló politikai nézeteik és művészet iránti közös fogékonyságuk is erősítette kapcsolatukat.
Az országgyűlést követően a megüresedett felső-magyarországi főkapitányi cím megszerzése volt Rákóczi László fő célja. Komoly katonai érdeklődését jól mutatta hatalmas fegyvergyűjteménye, a pozíció megszerzésével járó tekintéllyel pedig nagyobb esélyt kapott volna politikai elképzeléseinek megvalósítására. Lippay ajánlása alapján tudjuk, hogy László a jelöltek között volt, de végül 22 évesen nem emelkedett a fontos katonai pozícióba. Mellőzésének több oka is volt: komoly elméleti képzettsége és rátermettsége ellenére gyakorlati katonai tapasztalatokkal alig rendelkezett (élete során mindössze négy kisebb ütközetben vett részt) és mind az udvari, mind a magyar, mind az erdélyi politikusok féltették, ezért igyekeztek tudatosan távol tartani Rákóczit a harcoktól. Mindhárom politikai elit felismerte Rákóczi közvetítő szerepét, melyet saját politikájuk szolgálatába kívántak állítani, s nem akarták csatában elveszíteni kapcsolati gócpontjukat.
1657-ben Erdély belépett az északi háborúba, II. Rákóczi György csapatai a svéd partraszállást követően Lengyelország ellen indultak. Rákóczi a fejedelem hadseregéhez küldött követség tagja és a helyi viszonyok ismerete révén a követút szervezője volt. A közeledési gesztusokon túl a követek más utasítással feltehetően nem rendelkeztek, a tatár támadás hírére hazaindultak. Rákóczi naplójában több jegyzetben is leírja a háború pusztította kietlen tájat, az utakon temetetlenül heverő halottakat. Hazatérése után zborói várból követte a fejleményeket. Nagy aktivitással igyekezett segíteni az erdélyi ügyet: a lengyel területeken harcoló erdélyi sereg Lipót királynak címzett leveleit továbbította Bécsbe, embereivel biztosíttatta a csapatoknak utánpótlást szállító szekerek útját, az erdélyi birtokait megtámadó török-tatár harcosokon többször is rajtaütött, makovicai birtokán pedig átjárót létesített az erdélyi, moldvai és havasalföldi menekültek nagy száma miatt.
A háború gerjesztette erdélyi zűrzavar miatt joggal féltette birtokait, ezért igyekezett Északnyugat-Magyarországon érdekeltségeket szerezni, sikertelenül. Szejdi Ahmed 1660-ban seregével Erdélyre támadt és II. Rákóczi György június 7-én, Váradon belehalt a szászfenesi csatában szerzett sebesüléseibe. A magyar és erdélyi rendek ismétlődő segélykérésére 1661-ben az udvar bejelentette, hogy csapatokat küld Erdély megsegítésére, ám a sereg élelmezését és elszállásolását többek között a vármegyék kelletlensége miatt nem sikerült maradéktalanul megoldani. Montecuccoli eredménytelen és a törökkel való megegyezéssel végződő hadjárata nagy elégedetlenséget váltott ki a magyar rendek részéről, ráadásul a telet Felső-Magyarországon töltő hadsereg nagy károkat okozott: Rákóczi László a nádorhoz írott levelében panaszolta, hogy szentmiklósi kastélyát feldúlták, 66 házát felégették. Határozott elégedetlenkedése viszont bécsi pozícióinak meggyengülését eredményezte. Rákóczi az udvar politikájában csalódva utolsó éveiben azon dolgozott, hogy erdélyi támogatói körét megszervezve a Rákóczi–Kemény-párt vezetőjévé váljon.

#### Részvétele a váradi csatában
1664-ben Rákóczi László az élére állt annak a csapatnak, mely májusban a törökök által elfoglalt és megerősített Váradra támadt. Az összecsapásról több krónika és levél is beszámol, a legismertebb forrás mégis a Rákóczi végső butsuzó éneke című ballada. A békeidők magyar történetírása a lírikus szöveget az események fő forrásának gondolta, azóta bebizonyosodott, hogy a cselekmény Thököly Imre 1685-ös váradi fogságához kapcsolódik.
A források összevetését követően két verzió mutatkozik meg: az előbbi szerint május 27-én magyar és német lovasok rajtaütöttek a váron, ám még mielőtt a belső gyűrűbe jutottak volna, valamilyen okból harc tört ki, amelyben Rákóczi László életét vesztette. Az utóbbi verzió szerint a pünkösdi vásárra álruhában érkező Rákóczi vezette csapat bejutott a várba, de a piacon lelepleződtek és a harcban ő maga is elesett. Az újabb vélekedés szerint nem valószínű, hogy a megerősített erőd visszafoglalását néhány ezer lovasra bízták volna, tehát Rákóczi és csapatai nem Várad visszafoglalásáért harcoltak. Valószínűbbnek tűnik, hogy a rajtaütést a hadjáratra készülő törökök terveinek összezavarására és a Váradon őrzött foglyok (köztük az arisztokrata Barkóczy Zsigmond) kiszabadítására tett kísérletként kell értelmeznünk. Horn Ildikó Rákóczi Lászlóról írott tanulmányában a leghitelesebb változatnak Kéry János beszámolóját fogadja el, mely szerint: „A katonák egy része titokban be is jutott a városba, de ott megfeledkeztek igazi céljukról és fosztogatni és zsákmányolni kezdték a várost. Ezzel az ellenségnek időt engedtek arra, hogy fölocsúdjon és a támadást visszaverje.” És bár tragikus veszteségeket szenvedtek, a keresztény csapatok elérték, hogy a törökök megosszák az Észak-Magyarországon harcoló török seregeket. Rákóczi László ha nem teljesen tisztázott körülmények között is, de elesett, fejét karóra tűzték a vár kapujában. Egykori nevelője és mentora, Lippay György a következőképpen emlékezett meg Rákócziról:
| „ | Szegény Rákóczi László uram halálán bizony nem kevéssé búsulok és szánakozom, mert jó fia volt hazájának és igaz szolgája ő Felségének… De mit tehetünk róla. így szokott az vitézség járni… Majd nem is lészen immár kinek írnom az derekas urak közül, meghalván Rákóczi uram is. | ” |
|   | |   |

### Családja

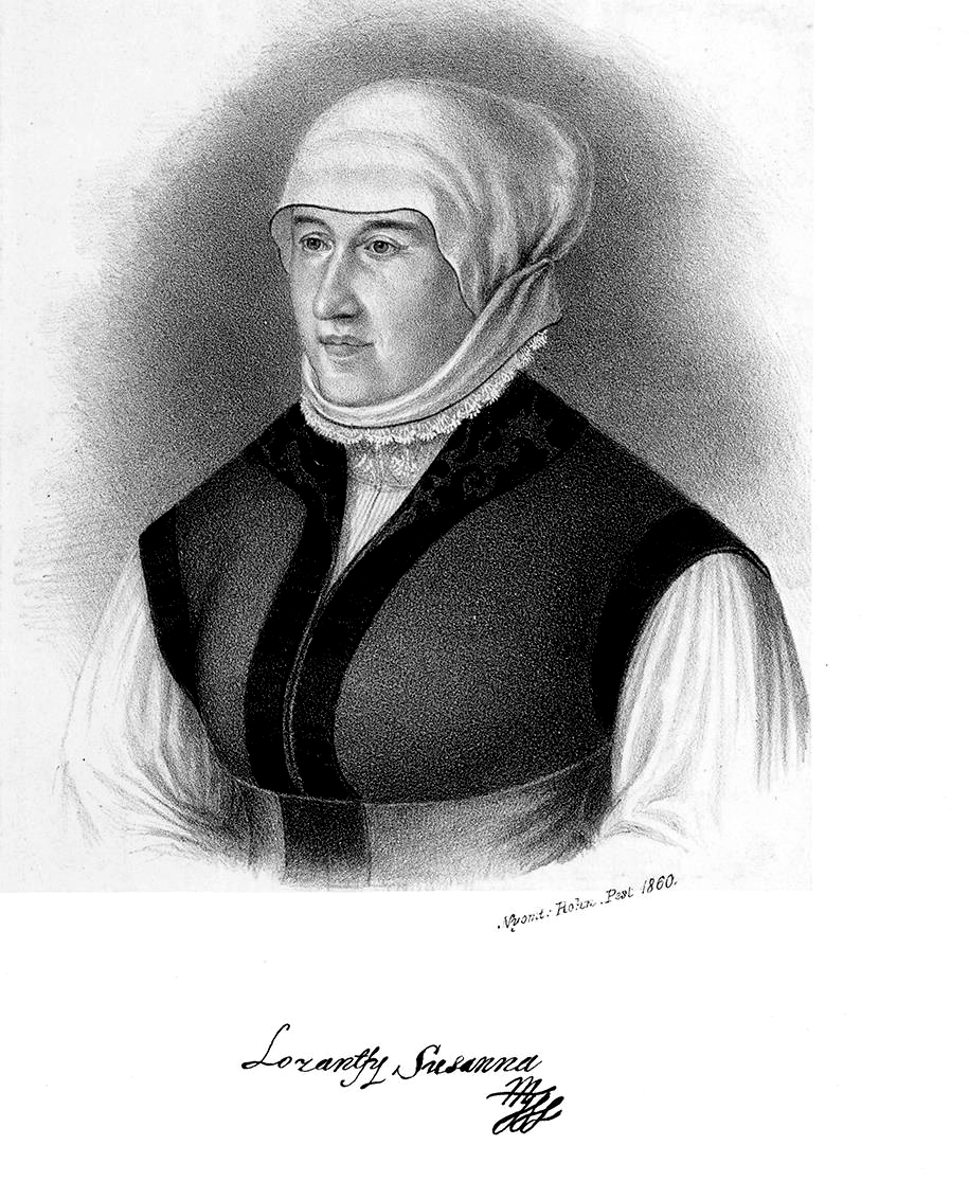
Lorántffy Zsuzsanna

Rákóczi és nővére korán árvaságra jutott. Bécsben a himmelpforstrassei Rákóczi-házban az ifjú gróf számára hamar megszervezték udvartartását, nővérét pedig a szintén a városban található Szent Jakab-zárdába küldték. A család katolikus ágának tagjai voltak, mely Rákóczi Pál révén jött létre, aki grazi tanulmányai alatt, rokonai jóváhagyásával katolizált. Az ezt követő évtizedekben a família tagjai sikeresen használták ki az eltérő vallás, neveltetés és politikai pálya sokszínűségéből származó előnyöket a család hatalmának és jelentőségének növelésére. László tizenöt éves koráig csak levélben érintkezett nagybátyjával, I. Rákóczi György fejedelemmel, annak temetésén sem vett részt. Később unokatestvérével, aki ugyanezen néven másodikként uralkodott, szívélyes viszonyba került és egyező politikai elképzeléseik miatt igyekeztek lépéseiket is összehangolni. Viszonyuk csupán a balsikerű lengyel hadjárat után romlott meg.
Lorántffy sikeresen akadályozta meg Rákóczi Lászlónak a katolikus Csáky Borbálával kötendő házasságát. A gróf végül 1654. február 4-én feleségül vette a református nagymihályi Bánffy Erzsébetet (1630–1663), Bánffy Ferenc leányát, Lónyay Zsigmond özvegyét. A házasságból két leánygyermek született: Erzsébet (1654–1707) és a kisgyermekként elhunyt Borbála (1656). Erzsébetet nagy szeretettel nevelték, a családban „Betkónak” becézték. Felesége 1663-ban elhunyt, ezt követően pedig Lónyay Annával készült politikai házasságot kötni. A házasság végül nem jött létre, mert Rákóczi néhány nappal a kitűzött kézfogó előtt a váradi csatában elesett.

## Irodalmi munkássága
Rákóczi László 1653 és 1658 között naplót vezetett, ebből az időszakból néhány nap kimaradást leszámítva folyamatos jegyzetek íródtak a gróf mindennapjairól. A naplót a dualizmus korának professzionalizálódó történészei után a 20. század szakemberei is sokáig mellőzték politikatörténeti szempontból kevésbé jelentős volta miatt, igaz ebben szerepet játszott az is, hogy a napló és a belőle készült kézirat is különböző intézményekben lappangott évtizedeken át. A napról napra vezetett jegyzetek egy részét maga a gróf írta, jelentősebb részét viszont titkárának, Luzsénszky Sámuelnek diktálta és széljegyzetekkel látta el.
Műfaját tekintve a napló az itinerárium és a diárium jellegzetességeit is magán viseli. Előbbi, a korszakban útinaplóvá bővülő itinerárium Rákóczi esetében további jellemzőket vett fel, egyes korábbi útleírásoktól eltérően a körülírandó tájat sokszor nem szavakkal, hanem professzionális rajzoló bevonásával örökítette meg. Az iromány megírását a „17. századi embereknek az írás megőrző képességébe vetett hitén és önmaga körül rendet igénylő racionalizmusán” túl egy később elkészítendő nagyobb munka is indokolhatta. Ugyanis a gróf bár ezt nem jelenti ki soraiban, életviteléből kirajzolódik, hogy a török háborúk néhány éven belüli lezárásában reménykedett, majd azt követően egy beköszöntő békésebb időszakra és hosszú életre számított.
A naplóból egy, az életet valósággal habzsoló fiatal főúr képe rajzolódik ki. Rákóczi szinte állandó mozgásban volt: a kor szokásainak megfelelően rokonait, szomszédait politikai szövetségeseit látogatta sorra, emellett zborói kastélya szintén mozgalmas találkozók színhelye volt. „Rákóczi László naplója sok új adatot közöl az 1655. évi országgyűlésről. Napról napra nyomon követhetjük a résztvevők mozgását, csoportok alakulását, találkozóikat, de konkrét politikai tárgyalásokról, értesülésekről kevés szó esik. Viszont egy új dimenziót ismerhetünk meg, pontos képet nyerhetünk a gyűlés hátteréről, a mindennapokról, a résztvevők elfoglaltságáról, szórakozási lehetőségeiről.” Összességében tehát a napló kultúrtörténeti fontosságán túl komoly politikatörténeti adalékokkal is rendelkezik, de ezen réteg felfejtése nehézkes.